# Uruguay ai Giochi della XXV Olimpiade
L'Uruguay partecipò ai Giochi della XXV Olimpiade, svoltisi a Barcellona, Spagna, dal 25 luglio al 9 agosto 1992, con una delegazione di 16 atleti impegnati in undici discipline.